# 屈翁
屈翁（法語：Cuhon，法語發音：[ky.ɔ̃]）是法国新阿基坦大区维埃纳省的一个市镇，位于该省西部偏北，属于普瓦捷区。

## 地理
屈翁（46°45'31"N, 0°5'47"E）面积16.34 平方千米，位于法国新阿基坦大区维埃纳省，该省份为法国中西部省份，北起曼恩-卢瓦尔省和安德尔-卢瓦尔省，西接德塞夫勒省，南至夏朗德省，东南接上维埃纳省，东临安德尔省。
与屈翁接壤的市镇（或旧市镇、城区）包括：昂贝尔、舒普、克朗、马索涅、马泽伊、武扎耶、尚皮尼昂罗什罗。

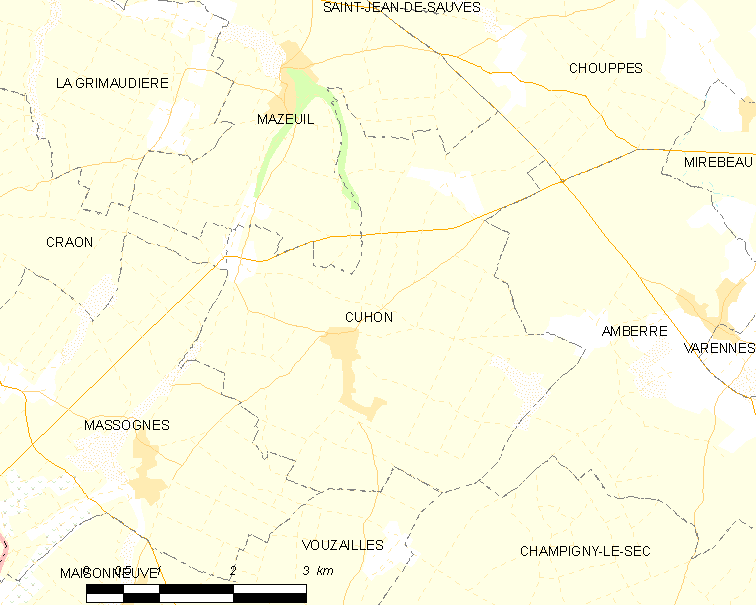
屈翁的OSM定位图

屈翁的时区为UTC+01:00、UTC+02:00（夏令时）。

## 行政
屈翁的邮政编码为86110，INSEE市镇编码为86089。

## 政治
屈翁所属的省级选区为米涅-欧桑斯县。

## 人口

1962-2008年间屈翁人口变化图示

屈翁于2022年1月1日时的人口数量为389人。

## 经济
根据普瓦图-夏朗德大区食品、农业和林业局的数据，2010年屈翁仅有19家农场，而在2000年曾有27家。